# Alliance pour l'unité des Roumains
Alliance pour l'unité des Roumains (en roumain : Alianța pentru Unirea Românilor, AUR) est un parti politique d'extrême droite conservateur actif en Roumanie et en Moldavie fondé en 2019 par le militant politique et ancien candidat indépendant aux élections européennes George Simion. L'abréviation AUR signifie « or », en roumain.

## Histoire
L'Alliance pour l'unité des Roumains crée la surprise aux élections parlementaires de décembre 2020, portée par un discours axé sur la famille, les valeurs chrétiennes et l'opposition aux mesures de lutte contre la pandémie de Covid-19. Quasi inconnue jusqu'alors, la formation n'avait pas été incluse dans la plupart des sondages d'opinions,.
En mars 2021, le parti organise des manifestations en opposition aux nouvelles mesures contre la pandémie de Covid-19. Le président du parti George Simion participe à une manifestation à Bucarest. Le même mois, Simion annonce le lancement du parti en Moldavie pour le 27 mars en prévision des élections législatives du mois de juillet où il ne recueille que 0,49 % des voix.

## Idéologie

### Nationalisme et protectionnisme
Les positions protectionnistes du parti sont relativement similaires à celles de l'ancien président du PSD Liviu Dragnea, qui déclarait que les multinationales vendent aux Roumains une nourriture de mauvaise qualité qui conduit à l'empoisonnement de certaines personnes.
L'AUR souhaite venir en aide aux petites entreprises contre « les entreprises étrangères qui retirent leurs bénéfices de Roumanie ».
De plus, l'AUR souhaite rendre la Roumanie auto-suffisante énergétiquement, poursuivre des personnes jugées responsables de projets de privatisation ruineux dans les années 1990 et renforcer la lutte contre l'exploitation forestière illégale, en interdisant l'exportation de bois non transformé.
L'AUR défend l'idée d'unir la Roumanie et la Moldavie dans les frontières de l’entre-deux-guerres c'est-à-dire incluant la Bucovine du Nord et la Bessarabie méridionale, aujourd'hui ukrainiennes.
L'AUR est le seul parti politique roumain à avoir exprimé son soutien à Donald Trump.

### Économie
Se définissant comme « pro-business », l'AUR entend favoriser les investissements étrangers en Roumanie. Le parti est décrit comme néolibéral par Nicolas Trifon.

### Opposition aux restrictions liées à la Covid-19
L'AUR s'oppose fermement aux restrictions dans le but d'endiguer la propagation de la Covid-19 et organise des manifestations anti-gouvernementales avant les élections législatives de 2020. Il est farouchement opposé à la vaccination contre la Covid-19.
Le parti est notamment opposé à la fermeture des marchés ouverts, mesure qui est jugée discriminatoire par rapport aux supermarchés qui peuvent quant à eux rester ouverts.

### Attitude par rapport à la communauté hongroise
Selon l'AUR, les droits culturels des roumains sont violés dans les zones avec une majorité ethnique hongroise. Le parti juge également l'Union démocrate magyare de Roumanie comme étant un « parti extrémiste ».

### Politique familiale
Le parti voit la famille comme la pierre angulaire de la société et souhaite introduire des avantages fiscaux pour les familles nombreuses dans le but d'augmenter la natalité en Roumanie.
Concernant l'avortement, le président du parti George Simion le voit comme un choix personnel, tout en considérant la vie comme étant sacrée dès sa conception.
Plusieurs membres du parti ont également soutenu le référendum constitutionnel de 2018, qui visait à bannir les mariages homosexuels.
Le parti s'est beaucoup investi sur la défense d'un projet de loi interdisant l’enseignement de la théorie de l’identité de genre.

### Liens avec la Russie
Le parti est accusé de tenir une ligne politique prorusse et de propager des fausses informations et de la propagande russe sur les réseaux sociaux.
Le 15 décembre 2022, dans le cadre de l'enquête Orheileaks, les liens entre les organisateurs de manifestations antigouvernementales du Parti Șor et Vlad Bilețchi, ancien président de la branche moldave du parti ont été révélés. Ce dernier nie tout lien.
L'ancien candidat du parti AUR au poste de Premier ministre, Călin Georgescu est aussi accusé d'être un agent d'influence russe,.

## Résultats électoraux

### Élections législatives en Roumanie
| Année | Chambre des députés | Chambre des députés | Chambre des députés | Sénat     | Sénat | Sénat    | Gouvernement |
| Année | Voix                | %                   | Mandats             | Voix      | %     | Mandats  | Gouvernement |
| ----- | ------------------- | ------------------- | ------------------- | --------- | ----- | -------- | ------------ |
| 2020  | 535 828             | 9,08                | 33 / 330            | 541 935   | 9,17  | 14 / 136 | Opposition   |
| 2024  | 1 665 143           | 18,01               | 63 / 331            | 1 694 705 | 18,30 | 28 / 136 | Opposition   |

### Élections présidentielles
| Année | Candidat      | 1er tour  | 1er tour | 1er tour | 2d tour   | 2d tour | 2d tour |  |
| Année | Candidat      | Voix      | %        | Rang     | Voix      | %       | Rang    |  |
| ----- | ------------- | --------- | -------- | -------- | --------- | ------- | ------- |  |
| 2024  | George Simion | 1 281 325 | 13,86    | 4e       |           |         |         |  |
| 2025  | George Simion | 3 862 761 | 40,96    | 1er      | 5 339 053 | 46,4    | 2e      |  |

### Élections européennes
| Année | Voix      | %     | Mandats | Rang | Groupe |
| ----- | --------- | ----- | ------- | ---- | ------ |
| 2024  | 1 299 364 | 14,93 | 5 / 33  | 2e   | CRE    |

### Élections législatives en Moldavie
| Année | Voix  | %    | Rang | Sièges  | Gouvernement        |
| ----- | ----- | ---- | ---- | ------- | ------------------- |
| 2021  | 7 216 | 0,49 | 10e  | 0 / 101 | Extra-parlementaire |